# Natasa Dusev-Janics
Natasa Dusev-Janics (em sérvio:  Nataša Dušev-Janić; Bačka Palanka, 24 de junho de 1982) é uma canoísta de velocidade sérvia naturalizada húngara.
É filha do também canoísta Milan Janić, que foi vencedor da medalha de prata em K-1 1000 m em Los Angeles 1984.

## Carreira
Foi vencedora das medalhas de ouro no K-2 500 m em Atenas 2004 e Pequim 2008, e do K-1 500 m em Atenas 2004.
Conquistou ainda as medalhas de prata no K-4 500 m e K-2 500 m em Pequim 2008 e Londres 2012, respetivamente, além da medalha de bronze no K-2 200 m também em 2012.